# L-sustav
L-sustav ili Lindenmayerov sustav je formalna gramatika koja je najpoznatija po primjeni u modeliranju rasta procesa razvoja biljaka, ali i za modeliranje morfologije raznih organizama. L-sustavi se mogu rabiti za generiranje samosličnih fraktala kao što su sustavi iteriranih funkcija. L-sustave je uveo i razvio 1968. mađarski teoretski biolog i botaničar sa Sveučilišta u Utrechtu, Aristid Lindenmayer (1925.–1989.).  

## Porijeklo
Kao biolog, Lindenmayer je radio s kvascem i nitastim gljivama te proučavao uzorke rasta raznih vrsta algi, kao što su modrozelene alge Anabaena catenula. Izvorno su L-sustavi izvedeni za pružanje formalnog opisa razvoja takvih jednostavnih višestaničnih organizama, kao i da bi se ilustrirali odnosi susjedstva među biljnim stanicama. Kasnije, ovaj je sustav proširen kako bi opisao više biljke i složene strukture grananja.

## Struktura L-sustava
Rekurzivna priroda L-sustava vodi ka samosličnosti i stoga fraktalnim oblicima koji se lako opisuju L-sustavom. Modeli biljaka i izgledom prirodnih organskih oblika se slično lako definiraju, a kako se dubina rekruzije povećava, oblik polako 'raste' i postaje složeniji. Lindemayerovi sustavi su također popularni u generiranju umjetnog života.
Gramatike L-sustava su vrlo slične semi-Thue gramatici (vidi Chomskyjevu hijerarhiju). L-sustavi su danas uobičajeno poznati kao parametarski L sustavi definirani n-torkom:
G = {V, S, ω, P},
gdje je
- V (abeceda) je skup simbola koji sadrže elemente koji mogu biti zamijenjeni (varijable)
- S je skup simbola koji sadrže elemente koji ostaju fiksirani (konstante)
- ω (početak, aksiom ili inicijator) je niz simbola iz V koji definiraju inicijalno stanje sustava
- P je skup pravila produkcija ili produkcija koje definiraju način na koji varijable mogu biti zamijenjene konstantama i drugim varijablama. Produkcija se sastoji od dva stringa - prethodnika i sljedbenika.

Pravila se gramatike L-sustava primjenjuju iterativno počinjući od inicijalnog stanja. Što je moguće više pravila se primjenjuje simultano, po iteraciji - ovo je istaknuto svojstvo koje L-sustav razlikuje od formalnog jezika generiranog gramatikom. Ako bi se produkcijska pravila primjenjivala tek jedan po jedan, stvorio bi se tek jezik, mjesto L-sustava. Stoga su L-sustavi strogi podskupovi jezika.
L-sustav je kontekstno neovisan ako se svako produkcijsko pravilo odnosi samo na pojedinačni simbol, ne i na njegove susjede. Kontekstno neovisni L-sustavi se toga specificiraju ili prefiksnom gramatikom ili regularnom gramatikom.
Ako pravilo ovisi ne samo o jednom simbolu već i o njegovim susjedima, tada je naslovljen kontekstno ovisnim L-sustavom.
Ako postoji točno jedna produkcija za svaki simbol, za L-sustav se kaže da je deterministički (deterministički kontekstno neovisni L-sustav se popularno zove DOL-sustav). Ako postoji nekoliko produkcija, i svaka je odabrana određenom vjerojatnošću pri svakoj iteraciji, tada se radi o stohastičkom L-sustavu.
Rabeći L-sustave za generiranje grafičkih slika zahtijeva da se simboli modela odnose na elemente slike računalnog zaslona. Primjerice, program FractInt (vidi vanjske poveznice dolje) koristi turtle grafiku (sličnu onoj u programskom jeziku Logo) za iscrtavanje slika na zaslonu. Interpretira svaku konstantu L-sustava kao naredbu za tzv. turtle (trokutasti kursor na zaslonu).

## Primjeri L-sustava

### Primjer 1: Alge
Lindenmayerov izvorni L-sustav za modeliranje rasta algi.
varijable :   A B
konstante :   nijedna
početak  :   A
pravila  :   (A → AB), (B → A)
što pak generira:
n = 0 : A
n = 1 : AB
n = 2 : ABA
n = 3 : ABAAB
n = 4 : ABAABABA
n = 5 : ABAABABAABAAB
n = 6 : ABAABABAABAABABAABABA
n = 7 : ABAABABAABAABABAABABAABAABABAABAAB

### Primjer 2:Fibonaccijevi brojevi
Ako definiramo sljedeću jednostavnu gramatiku:
varijable :   A B
konstante :   nijedna
početak  :   A
pravila  :   (A → B), (B → AB)
tada ovaj L-sustav generira sljedeći slijed stringova:
n = 0 :                     A
n = 1 :                     B
n = 2 :                    AB
n = 3 :                   BAB
n = 4 :                 ABBAB
n = 5 :              BABABBAB
n = 6 :         ABBABBABABBAB
n = 7 : BABABBABABBABBABABBAB
Ovo su zrcalne slike stringova prvog primjera, sa zamijenjenim A i B. Još jednom, svaki je string nadovezivanje prethodna dva, ali u obrnutom redoslijedu.
U bilo kojem od primjera, ako izračunamo duljnu svakog stringa, dobijemo poznati Fibonaccijev slijed brojeva: 
1 1 2 3 5 8 13 21 34 55 89 ...
Za n>0, ako brojimo k-tu poziciju od invarijantnog kraja stringa (lijevo u slučaju prvog primjera i desno u slučaju drugog primjera), vrijednost je određena time potpada li višekratnik zlatnog reza unutar intervala (k-1,k). Omjer A i B stoga konvergira ka zlatnom rezu.
Ovaj primjer daje isti rezultat (u terminima duljine svakog od stringova, ne u slijedovima simbola A i B) ako je pravilo (B → AB) zamijenjeno pravilom (B → BA).

### Primjer 3:Cantorova prašina
varijable :   A B
konstante :   nijedna
početak  :   A   {počinjući znak stringa}
pravila  :   (A → ABA), (B → BBB)
Neka A znači "crtaj naprijed" i B znači "pomakni naprijed".
Ovo generira poznatov Cantorov fraktalni skup za realnu ravnu liniju R.

### Primjer 4:Kochova krivulja
Varijanta Kochove krivulje koja koristi samo prave kutove.
varijable :   F
konstante :   + −
početak  :   F
pravila  :   (F → F+F−F−F+F)
Ovdje, F znači "crtaj naprijed", + znači "zakreni ulijevo za 90°", i - znači "zakreni udesno za 90°" 
n = 0:  
F
n = 1:  
F+F-F-F+F
n = 2:  
F+F-F-F+F+F+F-F-F+F-F+F-F-F+F-F+F-F-F+F+F+F-F-F+F
n = 3:  
F+F-F-F+F+F+F-F-F+F-F+F-F-F+F-F+F-F-F+F+F+F-F-F+F+
            F+F-F-F+F+F+F-F-F+F-F+F-F-F+F-F+F-F-F+F+F+F-F-F+F-
            F+F-F-F+F+F+F-F-F+F-F+F-F-F+F-F+F-F-F+F+F+F-F-F+F-
            F+F-F-F+F+F+F-F-F+F-F+F-F-F+F-F+F-F-F+F+F+F-F-F+F+
            F+F-F-F+F+F+F-F-F+F-F+F-F-F+F-F+F-F-F+F+F+F-F-F+F

### Primjer 5:Penroseova popločanja
Sljedeće su slike generirane L-sustavom. Srodne su i slične Penroseovim popločanjima, koje je izmislio Roger Penrose.
Kao L-sustav ova se popločanja zovu Penroseovi rombovi i Penroseove ploče. Gornje slike su generirane za n = 6 kao L-sustav.
Ako pravilno položimo Penroseove ploče kao L-sustav, dobijemo sljedeće popločanje:
inače dobijemo uzorke koji ne pokrivaju u potpunosti beskonačnu površinu:

### Primjer 6:Sierpinskijev trokut
Trokut Sierpińskog nacrtan koristeći L-sustav.
varijable :   A B
konstante :   + −
početak  :   A
pravila  :   (A → B−A−B),(B → A+B+A)
kut  :   60º
Ovdje, A i B znači "crtaj naprijed", + znači "zakreni ulijevo kutom", i - znači "zakreni udesno kutom". Kut mijenja predznak svake iteracije tako da su baze trokutastih oblika uvijek na dnu (inače bi bile na dnu i vrhu naizmjenice).
Evolucija za n = 2, n = 4, n = 6, n = 9

### Primjer 7:Zmajolika krivulja
Zmajolika krivulja nacrtana koristeći L-sustav.
varijable :   X Y F
konstante :   + −
početak  :   FX
pravila  :   (X → X+YF+),(Y → -FX-Y)
kut  :   90º
Ovdje, F znači "crtaj naprijed", - znači "zakreni ulijevo za 90°", i + znači "zakreni udesno za 90°". X i Y ne odgovaraju nijednoj akciiji crtanja i korišteni su samo za upravljanje evolucijom krivulje.
Zmajolika krivulja za n = 10

### Primjer 8: Fraktalna biljka
varijable :   X F
konstante :   + −
početak  :   X
pravila  :   (X → F-X+X]+F[+FX]-X),(F → FF)
kut  :   25º
Ovdje, F znači "nacrtaj naprijed", - znači "zakreni ulijevo za 25º" i + znači "zakreni udesno za 25º". X ne odgovara nijednoj akciji crtanja i rabi se za upravljanje evolucijom krivulje. [ odgovara spremanju trenutnih vrijednosti za poziciju i kut, koje se vraćaju izvršavanjem odgovarajućeg ].
Fraktalna biljka za n = 6

### Primjer 9: Modificirani Kochov L-sustav
Fraktalna figura nacrtana uvođenjem periodičke promjene predznaka kuta u iteraciji običnog L-sustava Kochove krivulje.

## Otvoreni problemi
Postoje mnogi otvoreni problemi koji uključuju proučavanje L-sustava. Na primjer:
- Karakterizacija svih determinističkih kontekstno neovisnih L-sustava koji su lokalno nadovezivi (potpuno je rješenje poznato samo u slučaju dvije varijable).

- Za danu strukturu, pronađi L-sustav koji je producira.

## Vrste L-sustava
L-sustavi na realnoj liniji R:
- Prouhet-Thue-Morse sustav

Dobro poznati L-sustavi na ravnini R2 su: 
- prostorno popunjuće krivulje, (Hilbertova krivulja, Peanova krivulja, Dekkingova crkva, kolami),
- medijan prostorno popunjuće krivulje (Lévyjeva C krivulja, Harter-Heighway zmajolika krivulja, Davis-Knuth terdragon),
- popločanja (sfingino popločanje, Penroseovo popločanje),
- stabla, biljke i slično.

## Knjige
- Przemyslaw Prusinkiewicz - The Algorithmic Beauty of Plants besplatno dostupna PDF verzija

## Vidjeti također
- Graftal
- Fraktal
- Sustav iterirane funkcije
- Hilbertova krivulja
- Prepisivanje stringa

## Vanjske poveznice
- David J. Wrightov članak o L-sustavima  Arhivirana inačica izvorne stranice od 25. prosinca 2008. (Wayback Machine)

- Algoritamska botanika na Sveučilištu Calgary
- Fractint L-System True Fractals  Arhivirana inačica izvorne stranice od 3. svibnja 2002. (Wayback Machine)
- "An introduction to Lindenmayer systems", by Gabriela Ochoa  Arhivirana inačica izvorne stranice od 26. ožujka 2009. (Wayback Machine). Brief description of L-systems and how the strings they generate can be interpreted by computer.
- "powerPlant" an open-source landscape modelling software
- "Branching: L-system Tree" using Java applet
- Fractint home page  Arhivirana inačica izvorne stranice od 6. svibnja 2008. (Wayback Machine)
- L-Systems in Architecture  Arhivirana inačica izvorne stranice od 9. studenoga 2020. (Wayback Machine)
- A simple L-systems generator (Windows)  Arhivirana inačica izvorne stranice od 20. prosinca 2003. (Wayback Machine)
- Lyndyhop: another simple L-systems generator (Windows & Mac)  Arhivirana inačica izvorne stranice od 4. prosinca 2008. (Wayback Machine)
- An evolutionary L-systems generator (anyos*)
- L-systems gallery – a tribute to Fractint
- "LsystemComposition"  Arhivirana inačica izvorne stranice od 16. lipnja 2010. (Wayback Machine). Page at Pawfal ("poor artists working for a living") about using L-systems and genetic algorithms to generate music.
- eXtended L-Systems (XL), Relational Growth Grammars, and open-source software platform GroIMP.
- A JAVA applet with many fractal figures generated by L-systems.  Arhivirana inačica izvorne stranice od 6. kolovoza 2016. (Wayback Machine)
- Another L-system applet, supporting programming, with explanation and examples.
- L-systems in Architecture; genetic housing.  Arhivirana inačica izvorne stranice od 25. veljače 2009. (Wayback Machine)
- L-systems in Plant Growth,Simulation and Visualization (PlantVR).
- Musical L-systems: Theory and applications about using L-systems to generate musical structures, from waveforms to macro-forms.  Arhivirana inačica izvorne stranice od 1. listopada 2006. (Wayback Machine)
- LSys/JS  Arhivirana inačica izvorne stranice od 1. veljače 2009. (Wayback Machine) - Interactive L-System interpreter using the Canvas HTML element.
- Lindenmayer System for plant visualisation (Java Applet)  Arhivirana inačica izvorne stranice od 17. srpnja 2007. (Wayback Machine).
- Fractal Grower: Free Java paper folding L-System intended for elementary and middle school students.
- Programmatic animations in actionscript showing various L-systems.  Arhivirana inačica izvorne stranice od 2. lipnja 2007. (Wayback Machine)